# Yttrium-Eisen-Granat

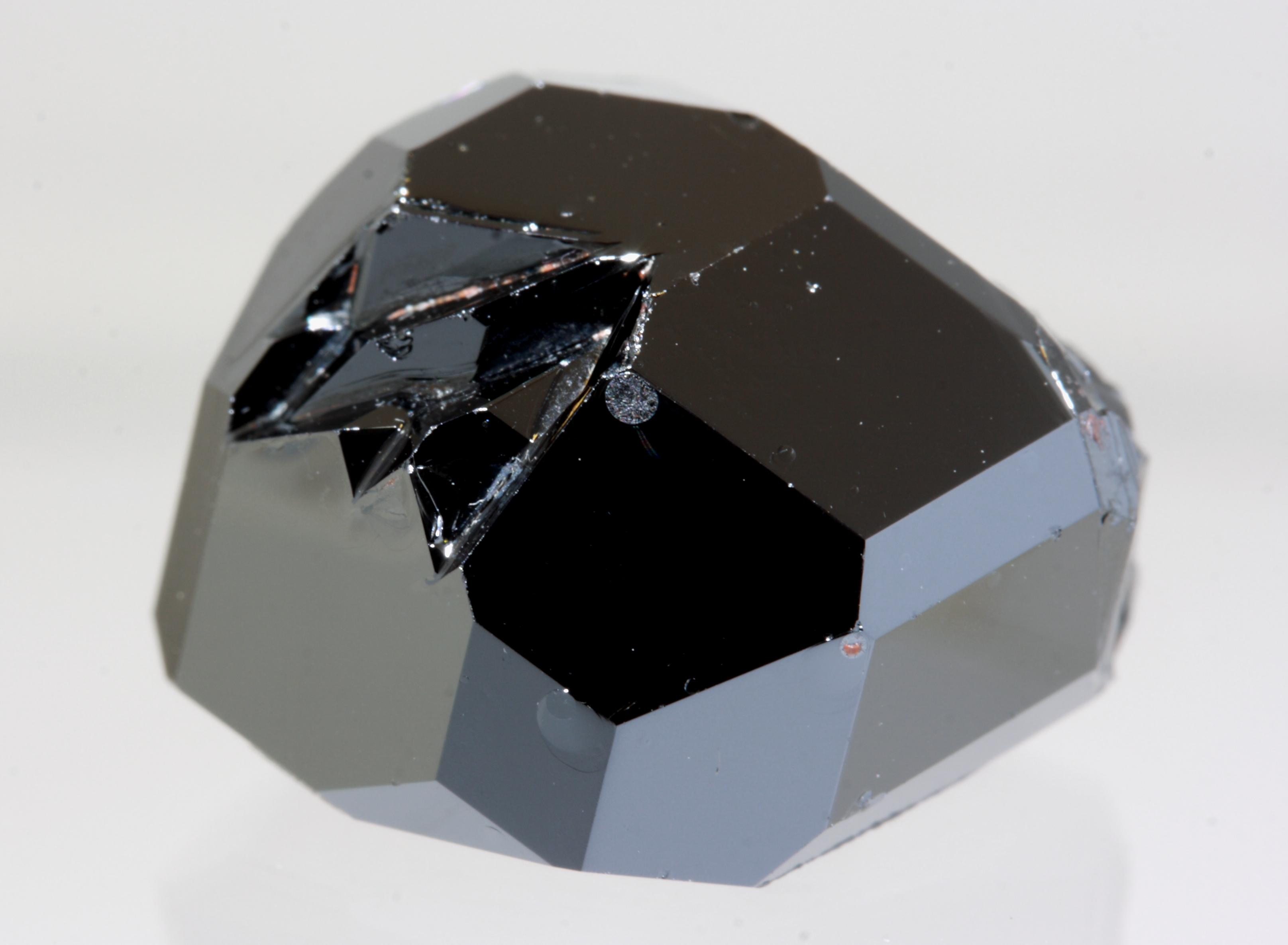
YIG Einkristall aus der Hochtemperaturlösung

Yttrium-Eisen-Granat, kurz YIG (engl. Yttrium Iron Garnet), ist ein künstlich hergestellter Granat mit der chemischen Zusammensetzung Y3Fe2(FeO4)3 oder auch Y3Fe5O12. Die CAS-Nummer ist 12063-56-8. Dieser Granat wurde bisher nicht in der Natur nachgewiesen.
YIG kristallisiert im kubischen Kristallsystem und entwickelt dunkelrote bis schwarze Kristalle mit einem metallischen Glanz auf den Oberflächen.
YIG zeigt einen starken Faraday-Effekt, hat eine hohe Güte im Mikrowellenbereich und eine sehr kleine Linienbreite in der Elektronenspinresonanz. Das Material wird daher in Mikrowellen-, optischen und magnetooptischen Anwendungen eingesetzt, z. B. als frequenzbestimmendes Element im Resonator von YIG-Oszillatoren und in YIG-Filtern für Frequenzen im Gigahertz-Bereich.

## Herstellung
Einkristalle können nach verschiedenen Verfahren hergestellt werden. So werden in der Literatur chemische Transportreaktionen und Gasphasenabscheidungen mit Chloriden zur Herstellung weniger Millimeter großer Einkristalle beschrieben. Auch ist eine Herstellung nach dem tiegelfreien Zonenschmelzverfahren und sogar dem Verneuil-Verfahren beschrieben. Optisch hochwertige Einkristalle mit ca. 5 cm Durchmesser wurden ebenfalls aus der Schmelzlösung erhalten.

## Eigenschaften
Yttrium-Eisen-Granat ist ferrimagnetischer Isolator, die Curie-Temperatur liegt bei 550 K.
Seine Mohshärte beträgt 6,5 bis 7 und seine Dichte 5,17 g/cm³.